# Karl Walther (Geologe)
Karl Walther, spanisch Carlos Walther  (* 18. Februar 1878 in Wolfenbüttel; † 24. April 1948 in Montevideo), war ein deutscher Geologe und Paläontologe, der in Uruguay wirkte und dort ein Pionier der geologischen Erforschung des Landes war.
Während seines Studiums wurde er 1898 Mitglied der Burschenschaft Germania zu Würzburg. Walther wurde 1902 an der Universität Marburg promoviert (Das Unterdevon zwischen Marburg a. L. und Herborn (Nassau)). Er habilitierte sich in Jena und war dort 1906 Privatdozent. Ab 1908 war er in Uruguay, wo er der erste Geologieprofessor in Montevideo war.
Ein von ihm entdeckter Strahlenflosser aus der Tacuarembo-Formation von Uruguay (Sandsteine, Ende Jura) wird als Fisch von Walther bezeichnet. Es ist immer noch das am besten erhaltene Wirbeltierfossil dieser Formation.
Von ihm stammt eine Aufstellung (nach einer ersten Untersuchung von R. Marstrander 1916) der nützlichen Mineralien und Gesteine in Uruguay.

## Schriften
- Zwölf Tafeln der verbreitetsten Fossilien aus dem Buntsandstein und Muschelkalk der Umgebung von Jena. Verlag von Gustav Fischer, Jena 1906 pdf, 2. Auflage 1927
- Über Reste eines großen Ganoidfisches aus dem Obergondwana von Uruguay, Zentralblatt für Mineralogie, Geologie und Paläontologie, B, Band 9, 1932, S. 449–461
- Sobre la existencia de yacimientos minerales y rocas explotables en la Republica O. de Uruguay, Rev. Fac. Agr., 6, 1932, S. 37–74
- El basamento cristalino de Montevideo; relaciones con yacimientos análogos del Uruguay y de loe países vecinos. Montevideo, Impr. Nacional, 1948